# Natalja Gontsjarova
|                    |  |                     |
| Zelfportret (1907) |  | Gontsjarova in 1910 |

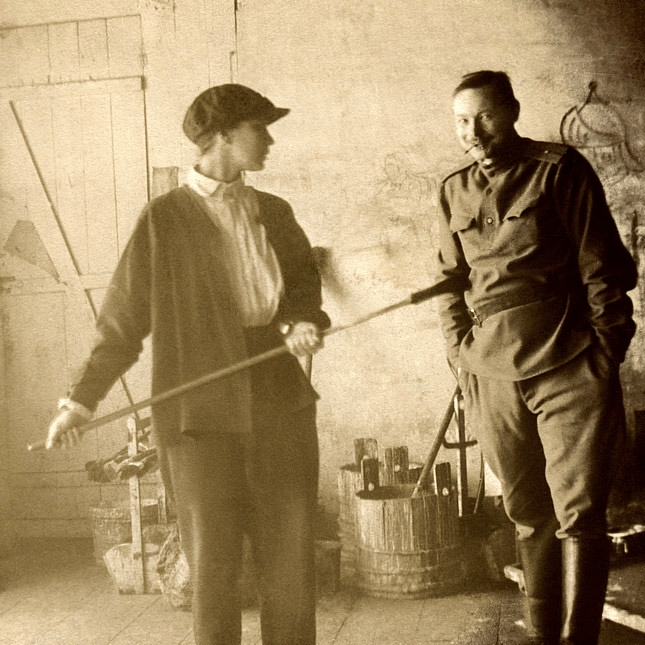
Gontsjarova en Michail Larionov, met wie ze in 1955 trouwt, aan het werk voor het ballet De gouden haan in het Bolsjojtheater (1913)

Natalja Sergejevna Gontsjarova (Russisch: Наталья Сергеевна Гончарова), ook wel Nathalie Gontcharova genoemd, (Nagajevo, 4 juni 1881 – Parijs, 17 oktober 1962) was een Russisch kunstschilderes en kostuumontwerpster. Ze maakte deel uit van het Russisch futurisme, een avant-gardistische kunststroming. Binnen deze stroming was zij een belangrijk aanhanger van de kubo-futuristische stijl van Kazimir Malevitsj wiens leermeester zij was.

## Leven en werk
Gontsjarova werd vernoemd naar haar oudtante Natalja Nikolajevna Gontsjarova, de vrouw van Russisch dichter Aleksandr Poesjkin. Ze werd geboren in het dorp Nagajevo, vlak bij de stad Toela. Vanaf 1898 studeerde ze beeldhouwkunst aan de Moskouse school voor schilderkunst, beeldhouwkunst en architectuur. Daar ontmoette ze haar latere echtgenoot Michail Larionov.
Vanaf 1904 legde Gontsjarova zich toe op de schilderkunst. Ze haalde haar inspiratie uit Russische volkskunst. Haar werken bevatten elementen uit het primitivisme, fauvisme en kubisme. Samen met Larionov ontwikkelde ze tevens een eigen abstracte stijl, het rayonisme. In 1910 organiseerde de kunstenares de avant-gardistische expositie van Ruiten Boer, een groep van Russische kunstenaars.
Bij de oprichting van Der Blaue Reiter in 1911 ging zij deel uitmaken van dit kunstenaarscollectief. Haar werken waren ook op de tentoonstellingen van de groep te zien. 
In 1912 richtten Gontsjarova en Larionov een schilderschool op, geworteld in de Russische beeldcultuur, die inspiratie putte uit iconen, lubokprenten, uithangborden, beschilderde dienbladen, kinderspeelgoed en volkskunst.
In haar boekillustraties paste Goncharova de principes van het rayonisme toe en ontwikkelde deze verder.In haar bekendste serie lithografieën, Mystieke Beelden van de Oorlog (1914)  een van de eerste artistieke reacties op het uitbreken van de Eerste Wereldoorlog in het Russische Rijk – liet ze zich inspireren door de folkloristische thema's en drukkunstesthetiek van de luboktraditie. 
Tijdens de Russische Revolutie emigreerden Gontsjarova en Larionov naar Parijs. Gontsjarova en Larionov trouwden in 1955.
Naast haar schilderijen is de kunstenares ook bekend om haar werk voor het ballet. Ze ontwierp verschillende kostuums en decors voor de Ballets Russes van Sergej Diaghilev. Zo voorzag ze onder meer in de vormgeving voor De gouden haan (1914).

## Galerij

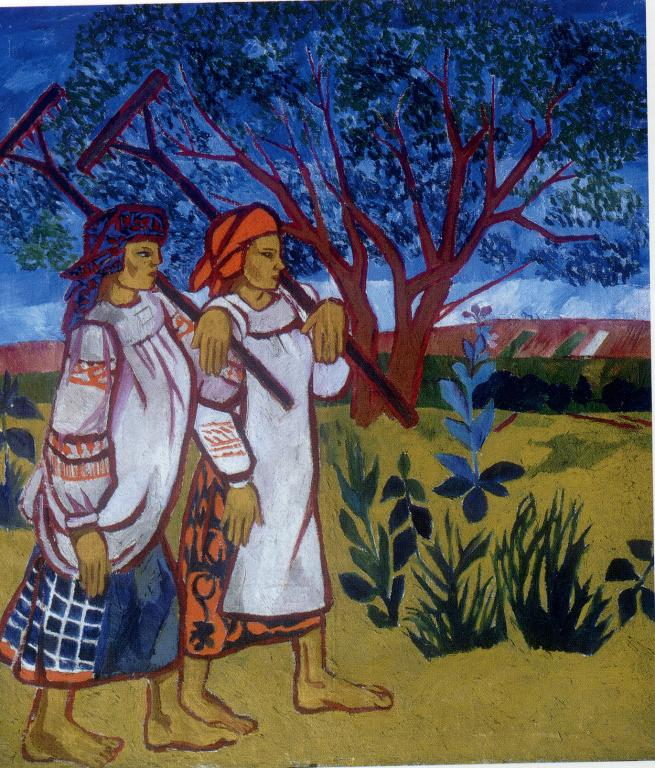
Vrouwen met harken (1907)
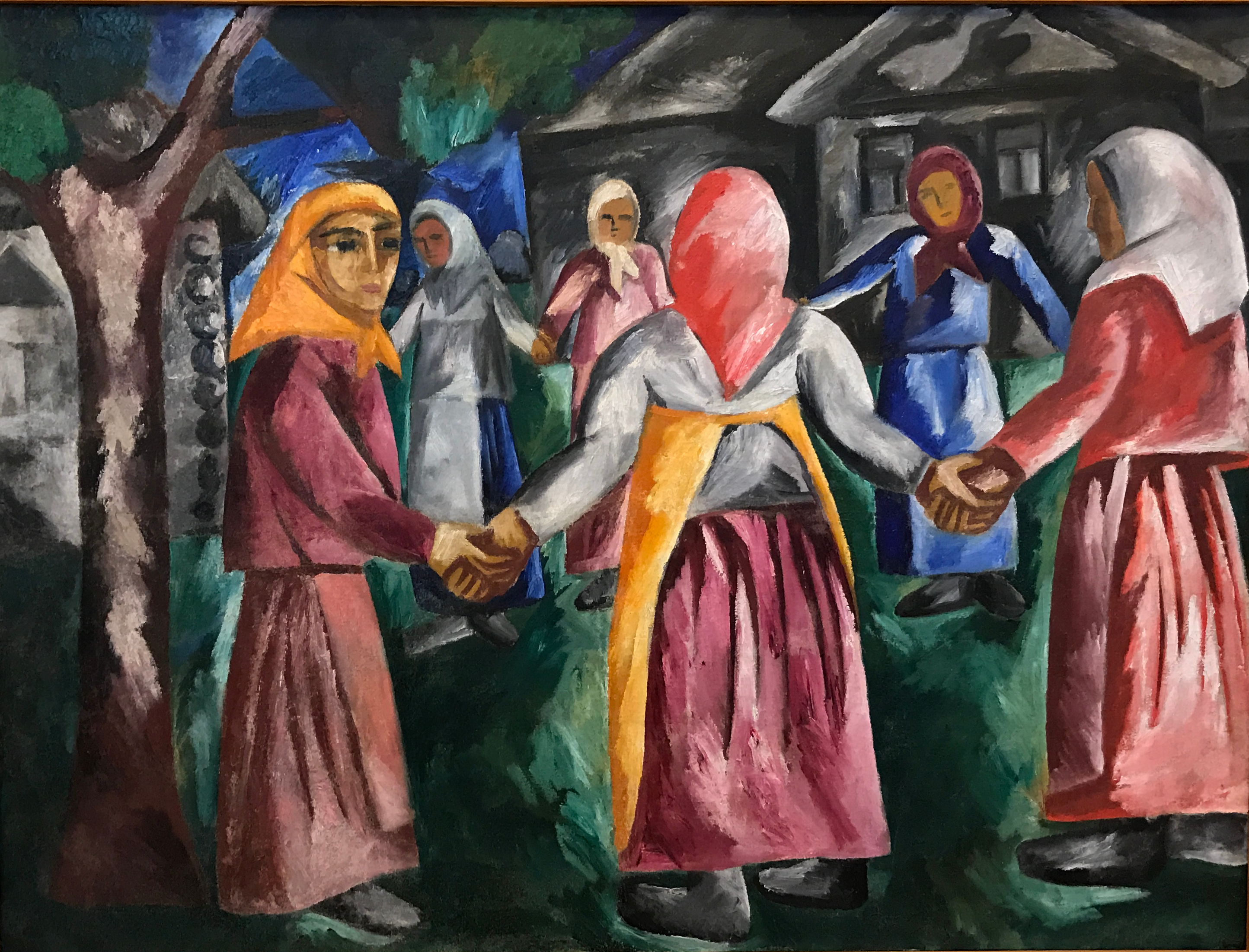
Khorovod (1910)
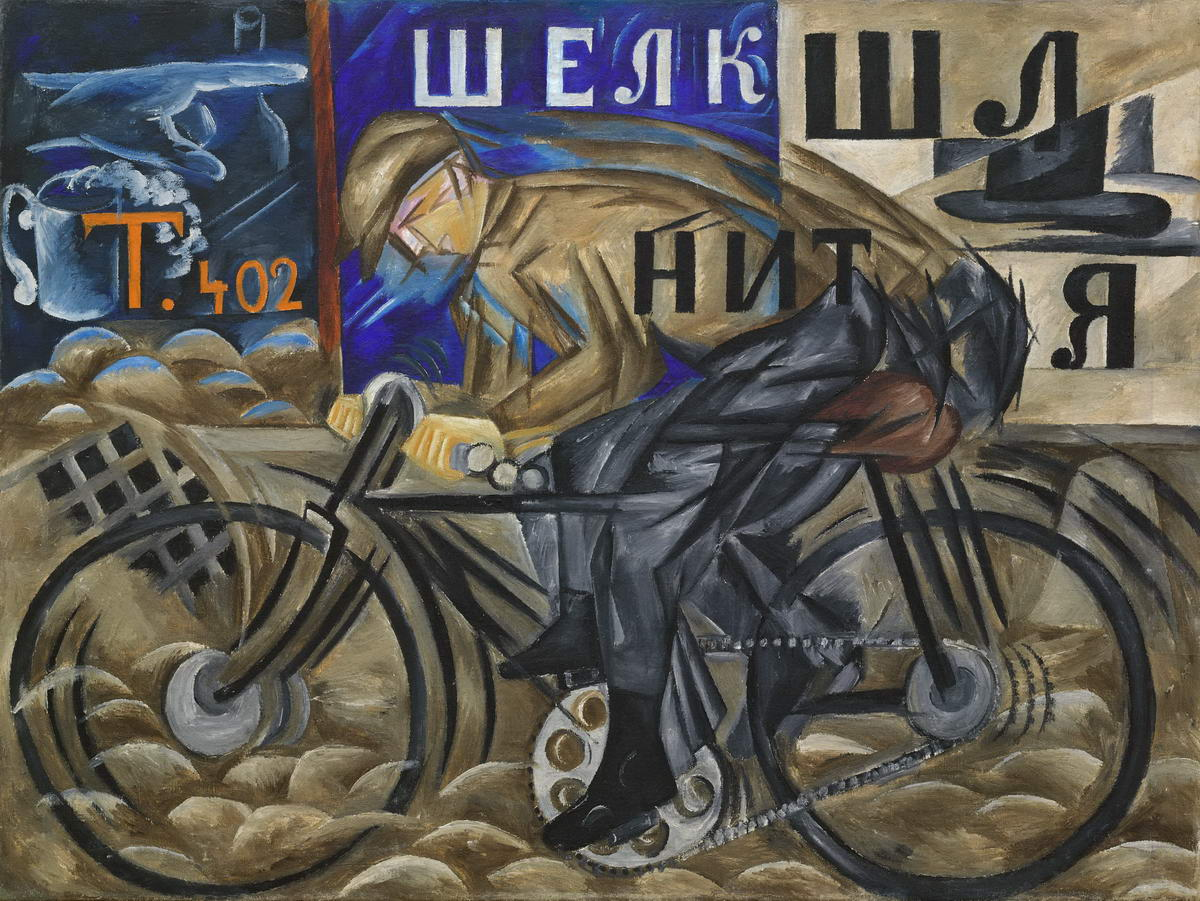
De fietser (1913)
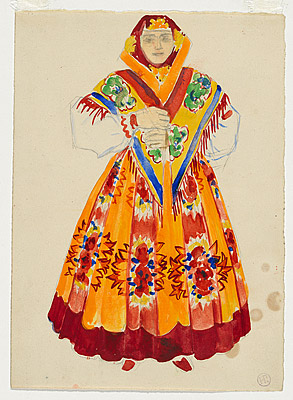
Kostuum voor ballet "De gouden haan(1914)
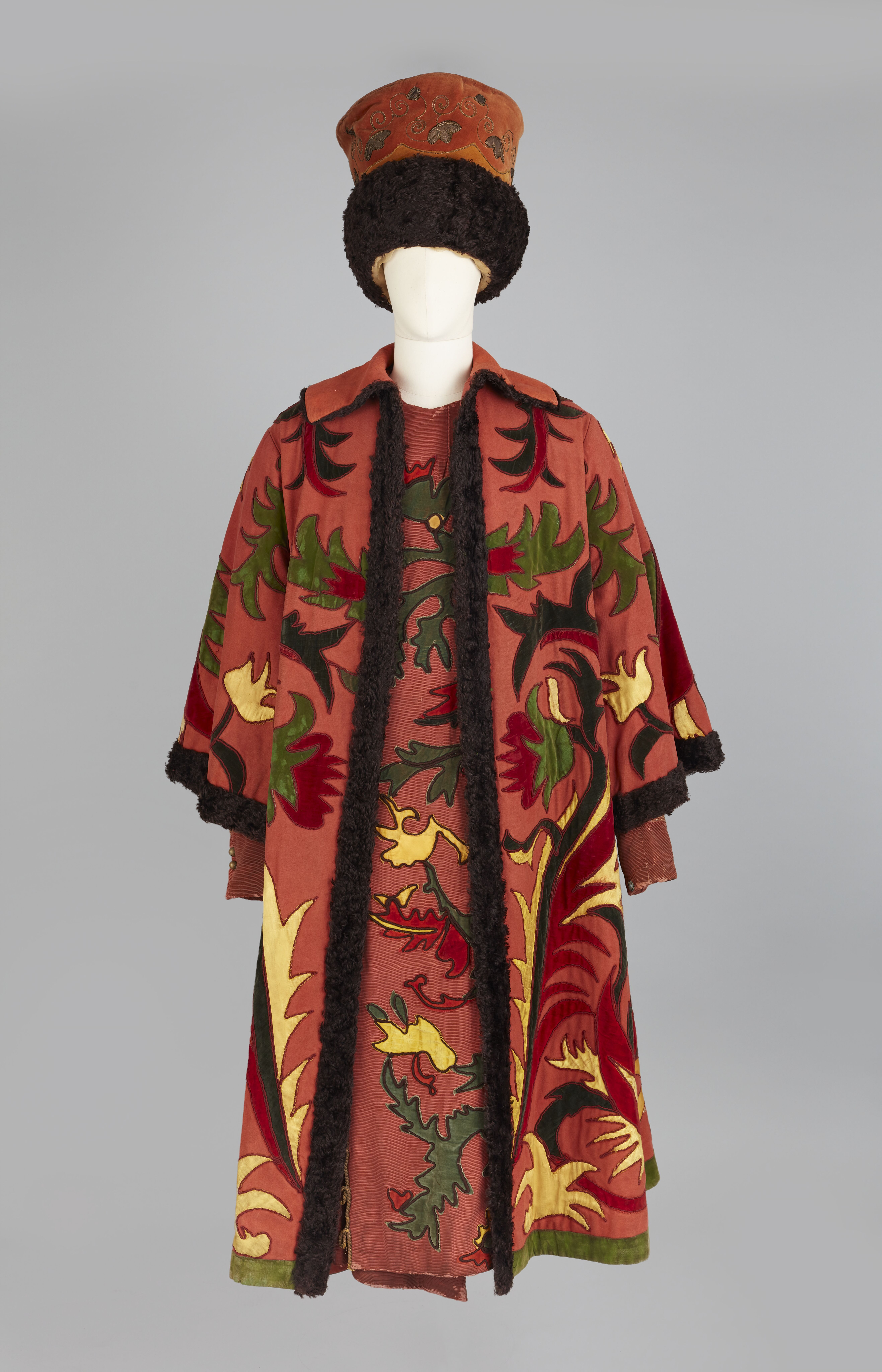
Kostuum ontworpen voor de opera "De gouden haan" (1914)
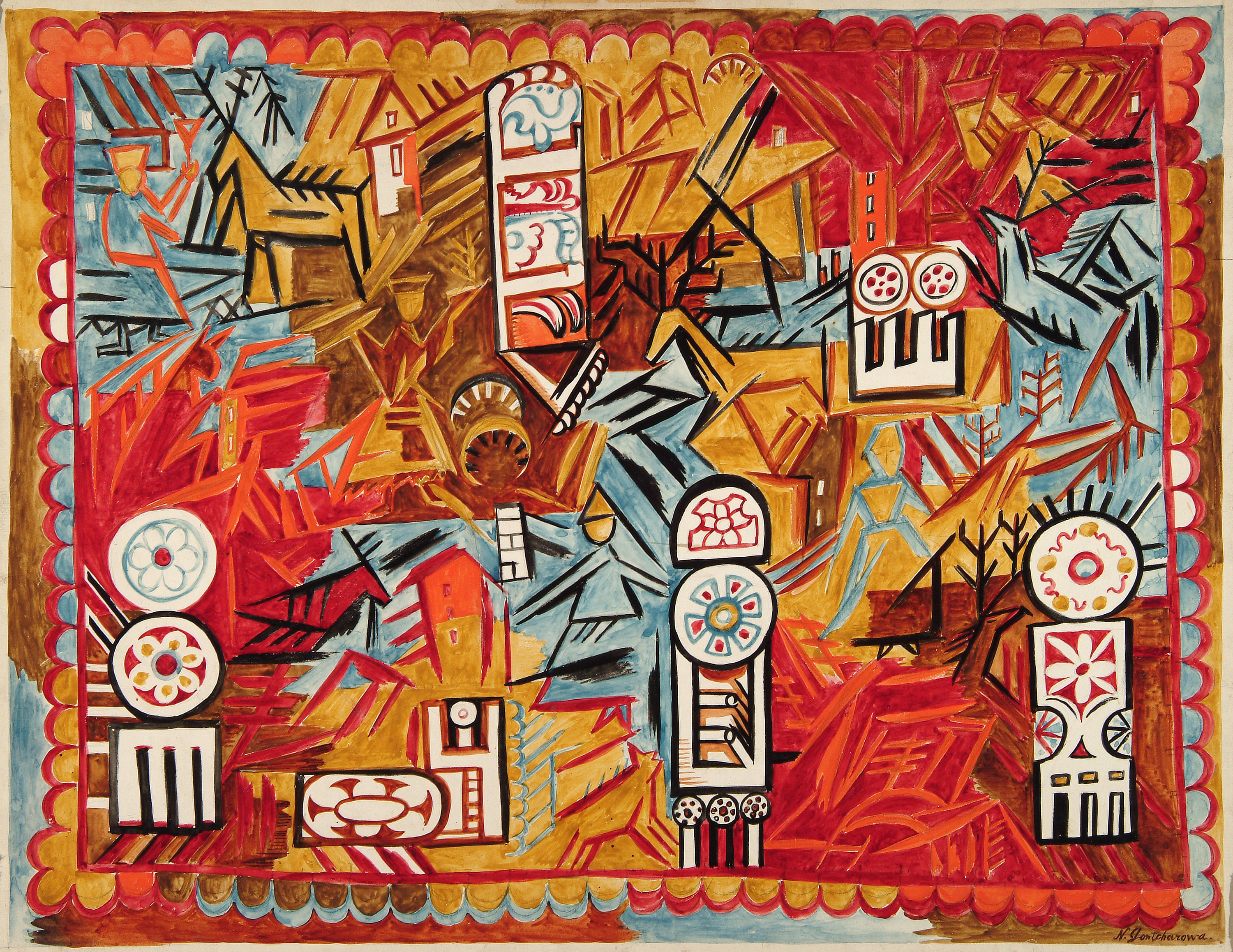
Setontwerp voor ballet (1914)